# Toothing
El toothing fue un bulo que aseguraba que era posible utilizar el Bluetooth de los teléfonos móviles o PDAs para obtener encuentros sexuales aleatorios.

## Toothing
Aparentemente, el fenómeno empezó alrededor de marzo de 2004, en forma de un falso foro diseñado por Ste Curran y fue continuado por el editor de la revista de juegos Edge y experiodista Simon Byron. El 4 de abril de 2005 los creadores del foro admitieron que todo había sido una broma.
En el toothing, un aparato con Bluetooth es usado para descubrir otros dispositivos en un radio de 10 metros, luego se manda la pregunta toothing? como saludo inicial. Además, cuando no es posible enviar mensajes de texto por Bluetooth, el nombre del móvil puede ser enviado en lugar del toothing? para indicar interés.
Aunque creado como un engaño el toothing fundía conceptos creíbles como el establecimiento de una red sin hilos de corto alcance y el deseo de encontrar pareja sexual. Algunas noticias recientes de fuentes más creíbles muestran alguna evidencia real del uso del Bluetooth para este propósito generalmente en espacios públicos concurridos. Dada la limitada funcionalidad y pobre usabilidad del Bluetooth estándar a la hora de enviar mensajes, no es sorprendente que su uso pueda limitarse a espacios reducidos y llenos. El Bluetooth es un ejemplo de red social que se está volviendo cada vez más popular.

## Bromas similares
Se intentó un engaño similar en julio de 2005 llamado 'greenlighting," en el que se proponía una práctica sexual consistente en que hombres y mujeres llevaban camisetas verdes con el cuello doblado hacia arriba y tenían relaciones sexuales con quien se doblara el cuello de la camisa hacia abajo. En realidad, esta práctica no tuvo lugar en ninguna escala notable.
Inmediatamente se especuló con la posibilidad de engaño en la página Metafilter, donde se colocó el primer enlace externo en el foro. Los bromistas abandonaron el intento cuando el 6 de julio Wikipedia inglesa publicó información sobre la impostura.

## Trivia
- En un episodio de CSI: Miami se hace referencia al toothing.
- El periódico El Mundo cometió en el error de publicar como cierto este antiguo bulo en un artículo escrito por Josep Tomás .
- El diario El País también cayó en la broma; esta vez el periodista fue Manuel Cuéllar .
- El diario La Jornada, en el suplemento "Letra S" (n.º 142), incluyó el "toothing" en un reportaje sobre la práctica de relaciones sexuales anónimas.